# Bondokuy (département)
Cet article concerne le département et la commune rurale. Pour le village-chef-lieu, voir Bondokuy.
Bondokuy ou Bondoukuy est un département et une commune rurale de la province du Mouhoun, situé dans la région de la Boucle du Mouhoun au Burkina Faso.

## Géographie

### Démographie
- En 2003, le département comptait 47 213 habitants estimés[1].
- En 2006, le département comptait 50 375 habitants recensés[2].
- En 2019, le département comptait 62 214 habitants recensés[3].

## Administration

### Villages
Le département et la commune rurale de Bondokuy (ou Bondokouy) est administrativement composé de trente-deux villages, dont le village chef-lieu homonyme (données de population en 2012, issues du recensement général de la population de 2006; certains villages ont été reconnus en 2012 mais non recensés, leur population a été seulement estimée) :
- Anékuy (544 habitants)
- Bankouma (902 habitants)
- Bavouhoun (152 habitants)
- Bladi (rattaché à Bouénivouhoun avant 2012, 1 000 habitants estimés en 2012)
- Bokuy (528 habitants)
- Bolomakoté (3 717 habitants)
- Bondokuy (3 750 habitants), chef-lieu
- Bonzawa 1 (594 habitants, rattaché à Moukouna avant 2012, 1 600 habitants estimés en 2012)
- Bouan (1 208 habitants)
- Bouénivouhoun (ou Boénévouhoun) (2 933 habitants)
- Dampan (877 habitants)
- Diékuy (546 habitants)
- Dora (2 252 habitants)
- Farakuy (352 habitants)
- Gargabouli (rattaché à Koumana avant 2012, 1 631 habitants estimés en 2012)
- Hité (rattaché à Koumana avant 2012, 1 576 habitants estimés en 2012)
- Kéra (1 991 habitants)
- Kinimou (rattaché à Koko avant 2012, (800 habitants estimés en 2012)
- Koko (2 273 habitants)
- Koumana (8 117 habitants en 2006, y compris Gargabouli et Hité)
- Moukouna (4 481 habitants en 2006, y compris Bonzawa)
- Ouakara (2 740 habitants)
- Silmimossi (1 886 habitants)
- Syn-Békuy (336 habitants)
- Syn-Dombokuy (426 habitants)
- Syn-Dounkuy (411 habitants)
- Tankuy (1 234 habitants)
- Tia (1 903 habitants en 2006, y compris Vouzabri)
- Toun (1 090 habitants)
- Vouzabri (rattaché à Tia avant 2012, 1 038 habitants estimés en 2012)
- Wakuy (1 401 habitants)
- Wouzambil (649 habitants)
- Zanzaka (2 414 habitants)
- Zoromtenga (820 habitants)